# فيليب تواردزيك
فيليب تواردزيك (بالتشيكية: Filip Twardzik) (10 فبراير 1993 في التشيك - ) هو لاعب كرة قدم تشيكي في مركز الوسط. شارك مع منتخب التشيك تحت 17 سنة لكرة القدم ومنتخب التشيك تحت 19 سنة لكرة القدم. أما مع النوادي، فقد لعب مع بولتون واندررز ونادي سلتيك.

## وصلات خارجية
- فيليب تواردزيك على موقع الاتحاد الأوربي (الإنجليزية)
- فيليب تواردزيك على موقع الاتحاد التشيكي (الإنجليزية)
- فيليب تواردزيك على موقع قاعدة بيانات كرة القدم.إي يو (الإنجليزية)
- فيليب تواردزيك على موقع Soccerbase.com (لاعب) (الإنجليزية)
- فيليب تواردزيك على موقع Soccerway.com (الإنجليزية)
- فيليب تواردزيك على موقع عالم كرة القدم.نت (الإنجليزية)
- فيليب تواردزيك على موقع AS.com (الإسبانية)